# Boston Marathon 1932
De Boston Marathon 1932 werd gelopen op dinsdag 19 april 1932. Het was de 36e editie van deze marathon. Marathonwedstrijden voor vrouwen bestonden nog niet.
De Duitser Paul de Bruyn kwam als eerste over de streep in 2:33.36,4.
Het parcours is te kort gebleken. Het had namelijk niet de lengte van 42,195 km, maar 41,1 km.

## Uitslag
| rang   | naam             | land | tijd      |
| ------ | ---------------- | ---- | --------- |
| Goud   | Paul de Bruyn    | GER  | 2:33.36,4 |
| Zilver | James Henigan    | USA  | 2:34.32   |
| Brons  | Ville Kyrönen    | FIN  | 2:34.55   |
| 4      | Albert Michelson | USA  | 2:36.23   |
| 5      | William Steiner  | USA  | 2:38.46   |
| 6      | Alex Burnside    | CAN  | 2:39.42   |
| 7      | Earle Collins    | USA  | 2:40.59   |
| 8      | Leslie Pawson    | USA  | 2:41.36   |
| 9      | Edward Cudworth  | CAN  | 2:42.32   |
| 10     | Jock Semple      | USA  | 2:43.07   |

1897 ·
1898 ·
1899 ·
1900 ·
1901 ·
1902 ·
1903 ·
1904 ·
1905 ·
1906 ·
1907 ·
1908 ·
1909 ·
1910 ·
1911 ·
1912 ·
1913 ·
1914 ·
1915 ·
1916 ·
1917 ·
1918 ·
1919 ·
1920 ·
1921 ·
1922 ·
1923 ·
1924 ·
1925 ·
1926 ·
1927 ·
1928 ·
1929 ·
1930 ·
1931 ·
1932 ·
1933 ·
1934 ·
1935 ·
1936 ·
1937 ·
1938 ·
1939 ·
1940 ·
1941 ·
1942 ·
1943 ·
1944 ·
1945 ·
1946 ·
1947 ·
1948 ·
1949 ·
1950 ·
1951 ·
1952 ·
1953 ·
1954 ·
1955 ·
1956 ·
1957 ·
1958 ·
1959 ·
1960 ·
1961 ·
1962 ·
1963 ·
1964 ·
1965 ·
1966 ·
1967 ·
1968 ·
1969 ·
1970 ·
1971 ·
1972 ·
1973 ·
1974 ·
1975 ·
1976 ·
1977 ·
1978 ·
1979 ·
1980 ·
1981 ·
1982 ·
1983 ·
1984 ·
1985 ·
1986 ·
1987 ·
1988 ·
1989 ·
1990 ·
1991 ·
1992 ·
1993 ·
1994 ·
1995 ·
1996 ·
1997 ·
1998 ·
1999 ·
2000 ·
2001 ·
2002 ·
2003 ·
2004 ·
2005 ·
2006 ·
2007 ·
2008 ·
2009 ·
2010 ·
2011 ·
2012 ·
2013 ·
2014 ·
2015 ·
2016 ·
2017 ·
2018 ·
2019 ·
2020 ·
2021 ·
2022